# Purísima de Cubos
Purísima de Cubos är en ort i Mexiko.   Den ligger i kommunen Colón och delstaten Querétaro Arteaga, i den centrala delen av landet, 170 km nordväst om huvudstaden Mexico City. Purísima de Cubos ligger 1 916 meter över havet och antalet invånare är 1 476.
Terrängen runt Purísima de Cubos är huvudsakligen platt, men norrut är den kuperad. Runt Purísima de Cubos är det ganska tätbefolkat, med 185 invånare per kvadratkilometer. Närmaste större samhälle är Pedro Escobedo, 11,5 km söder om Purísima de Cubos. Omgivningarna runt Purísima de Cubos är en mosaik av jordbruksmark och naturlig växtlighet.